# 睡眠障害
睡眠障害（すいみんしょうがい、英: Sleep disorder）とは、人や動物における睡眠の規則における医学的な障害である。一部の睡眠障害は、正常な身体、精神、社会や感情の機能を妨げるほど深刻となる。長期的に持続し、著しい苦痛や機能の障害を伴っているものが精神障害と診断される。一部の睡眠障害においては、睡眠ポリグラフ検査が指示される。
長期的に持続し、著しい苦痛や機能の障害を伴っているものは、精神疾患と診断される場合もある。明らかな原因が判明せず、入眠や睡眠持続が難しい場合には、不眠症とみなされる。不眠症には、睡眠の維持の問題や、疲労感、注意力の減少、不快感といった症状が長期間にわたるという特徴がある。不眠症の診断のためには、これらの症状が4週間以上続いている必要がある。 『精神障害の診断と統計マニュアル』第4版（DSM-IV）は原発性不眠、身体や精神の障害に伴う不眠症、物質（薬物）の消費や乱用に伴う不眠症に分類している。不眠症を有する人は、しばしば不安や抑うつの進行につながるため健康へのよくない影響についての懸念がある。
さらに睡眠障害は、過度に眠る過眠症として知られる状態を起こすことがある。精神、身体、あるいは薬物の乱用による二次性の睡眠障害の管理には、その基礎疾患に焦点を当てる必要がある。

## 種類
睡眠異常症睡眠障害の広い分類である。3つの主な下位分類があり、内因性（体から生じる）、外因性（環境的な状態や様々な病態によって生じる）、概日リズムの乱れがある。
不眠症気分障害（感情ストレス、不安、抑うつ）や、健康状態（喘息、糖尿病、心臓病、妊娠神経学的な状態）による症状である。その症状は入眠障害、睡眠維持障害、熟眠障害などに分類される。
- 原発性不眠症（特発性不眠症）：他にこれといった原因がなく1カ月以上続く不眠の訴えであり、眠れているのに眠れていないと訴える逆説性不眠症や、薬物や医薬品が原因となる二次性の不眠症や、以下にあげるような他の精神や身体の問題に伴う不眠症などは、除外して診断される。
- 物質誘発性不眠症：物質の使用あるいは離脱によるもので、原因として最も多いのはカフェインであり、娯楽薬や処方薬も原因となりうる。
- 恐眠症: 眠ることに恐怖を抱く現象で、悪夢への不安などが挙げられる。

過眠症：充分に眠っているにも拘らず、活動中に強い眠気が生じ生活困難になる症状。
- 原発性過眠症（特発性過眠症）：ナルコレプシーに似た慢性神経疾患で、日中の睡眠や疲労の量が増加していく。特発性過眠症に苦しむ患者は、規則的な日中の活動のために必要な健康的な睡眠の量が得られない。
- 物質誘発性過眠症：カフェインなど覚醒剤の離脱が原因となりうる。薬物中毒やアルコールや鎮静催眠剤なども原因となる。
- ナルコレプシー: 慢性神経障害（睡眠異常症）であり、脳が睡眠と覚醒を制御できないことが原因である。
- 反復性過眠症：クライネ・レビン症候群を含む
- 心的外傷後過眠症
- 月経関連過眠症

睡眠呼吸障害(SDB)無呼吸や低呼吸の出現や、睡眠中の喚起不全。
- 睡眠時無呼吸症候群：口が乾いている、頭痛、体が重いなどの症状がある。日中も強い眠気と疲労感が抜けない。
- いびき：睡眠時無呼吸症候群を伴わない習慣性いびきのみを指す。
- 上気道抵抗症候群

概日リズム睡眠障害：毎日定時に寝て起きる周期的な概日リズムが、生活環境と同調していない症状。睡眠の質や量に問題はない。
- 睡眠相前進症候群：いつ起きていつ寝るかという睡眠相が前進してずれており、夜早く寝て朝早く起きるといった状態である。睡眠機能が低下したお年寄りに多い。
- 睡眠相後退症候群：睡眠相が後退してずれており、夜遅く寝て朝遅く起きるといった状態である。幼少期や思春期に（起立性調節障害）の症状として発生し易く、「だらしがないだけ」と誤解されやすい。
- 非24時間睡眠覚醒症候群：睡眠相が毎日のように頻繁にずれていき、一定の睡眠の規則性を保とうとするのが困難な状態である。
- 時差ぼけ：時差のある地域に飛行機などで高速に移動したことによって起きる、一時的に現地の概日リズムに同調できないことから生じる症状である。

睡眠時随伴症：睡眠に関連して異常かつ不自然な動き、レム睡眠時には感情、認識、夢を伴う事もある。
- ノンレム睡眠時随伴症
  - 睡眠時遊行症（夢遊病）：無意識に動いてしまい、その間の記憶は無い。夢遊病と名が付いているが、夢を見ている訳では無い。深い眠りのためそう簡単に起こせないし、起こそうとすると抵抗されて危険なので、触れない方が良い。睡眠薬が原因となることもある。
  - 夜驚症（恐怖の夜泣き）：深い睡眠から突然と、強い恐怖を呈した行動を伴った悲鳴やわめきによって覚醒する特徴がある。
  - ブラキシズム（歯ぎしり）
  - 夜尿症（おねしょ）
  - 周期性四肢運動障害：睡眠中に無自覚に動き、睡眠を妨げる。
  - 睡眠時性的行動症（en:Sleep sex）

- レム睡眠時随伴症
  - レム睡眠行動障害：夢の通りに動いてしまうので、夢の記憶が残っていれば原因を特定しやすい。浅い眠りのため簡単に起こせる。
  - 睡眠麻痺（金縛り）：厳密には病気ではなく、寝る時に人は必ず体を麻痺させる。
  - （てんかん）
  - 寝言
  - 悪夢：体験の再来である場合、心的外傷後ストレス障害の症状である可能性もある。
  - カタスレニア（睡眠関連うなり）

睡眠関連運動障害
- むずむず脚症候群：入眠前の安静時に生じる足の不快感により、入眠困難となる。

医学的、精神医学的な状態は睡眠障害を生じさせる。身体疾患では痛み、頻尿、呼吸が困難、腫瘍、喘息といったことが原因となる。精神医学的な原因としては、統合失調症のような精神病、気分障害のうつ病や双極性障害、不安障害のパニック障害やアルコール依存症といったものがある。
アフリカ睡眠病は、ツェツェバエによって感染する寄生虫症である。

### 睡眠障害国際分類
睡眠障害の国際的な分類には以下の2つがある。
『睡眠障害国際分類』(ICSD)
アメリカ睡眠医学会によるもので睡眠障害に特化し、詳細な分類と、原因など症状の詳細な記述が用意されている。
『疾病及び関連保健問題の国際統計分類』(ICD)
睡眠だけに限らない分類である。ICDの研究用診断基準においては、より分かりやすいものとしてICSDについて言及している。
『精神障害の診断と統計マニュアル』(DSM)
アメリカ精神医学会（APA）によるもので、精神障害を包括的に取り扱う。そのため睡眠薬を減量した離脱によって生じる不眠症だけでなく、そうしたことが原因となる気分障害などにも包括的に言及している。

#### ICSDによる睡眠障害の分類
睡眠障害国際分類 (ICSD) では、睡眠障害を大きく4つに分類している。
睡眠異常
睡眠自体が疾患であるものを指す。不眠症、ナルコレプシー、睡眠時無呼吸症候群、睡眠相後退症候群など。
睡眠時随伴症
睡眠中に見られる異常な行動。夜驚症、夜尿症、睡眠麻痺、周期性四肢運動障害、睡眠関連摂食障害など。
医学・精神医学的睡眠障害
身体疾患、精神病や不安障害、うつ病などに伴う不眠や過眠。
その他
いまだ分類が正確になされていない、短時間睡眠者や長時間睡眠者など。
光や騒音などに起因する睡眠障害である、環境性睡眠障害。

## 不眠症の診断に用いられる検査
以下の検査が不眠症の診断に用いられる。
睡眠日誌
1週間以上、2～4週間の睡眠パターンの追跡は、医師が診断するのに役立つ。概日リズム障害においては症状把握のために欠かせない。
アクチグラフ
睡眠覚醒パターンを検査する。通常1週間以上。アクチグラフは、動きを計測する腕時計サイズの手首に装着する装置である。睡眠日誌による記録が難しい場合に用いられる。
エプワース眠気尺度
日中の眠気を評価するのに有効な質問表。こうした客観的な尺度は、診断補助のために可能な限り施行されるべきである。
睡眠ポリグラフ検査
睡眠時の呼吸を含めた脳や筋肉の活動を計測する。
多睡眠潜伏検査
泊りがけの睡眠ポリグラフの後に行われる日中の眠気の検査である。
メンタルヘルス検査
不眠症はうつ病や不安、他の精神障害の症状である可能性もあるため、精神状態の試験、精神の既往歴、また基本的な精神的な評価は、不眠症を訴える人の評価の一部となることがある。

## 診断と治療の原則
睡眠障害の治療は、非薬物療法と薬物療法に大別される。
治療は次のような睡眠障害の原因を特定し、原因の除去に努めるのが最重要である。身体が原因である痛みや他の内科的な疾患、生理学的な原因である時差や生活習慣の変動や質の悪い睡眠衛生状態、心理学的な原因であるストレスや大きな生活の変化、精神医学的な障害やアルコール依存症、他に薬理学的な原因となるカフェインやアルコールまた他の医薬品や薬物による影響が原因となる。
治療はおおよそ以下のような4つに分類される。
- 精神療法/心理療法
- 医薬品の投与および調整
- 他の身体的な治療
- リハビリと管理

これらの一般的な手法は、すべての睡眠障害の患者に十分ではない。特に特定の病状による治療法の選択は、患者の体質、医学的また精神医学的な既往歴、治療者の専門知識により結果が左右される。
薬物療法と非薬物療法は対立する治療法ではないので、併用することで効果が上がる場合がある。
精神、身体、あるいは薬物の乱用による二次性の睡眠障害の管理には、先にその基礎疾患や医薬品や薬物に焦点を当てる必要がある。これはアルコールや、覚醒作用のあるカフェインやタバコといった嗜好品だけでなく、処方薬も原因となる。喘息など呼吸器の治療薬が、不眠症の原因となることもあるし、不眠症に対して出された睡眠薬が過眠症や不眠症の原因となることもある。
睡眠衛生指導とは、睡眠衛生に対する患者教育であり不眠症の主となる治療法となる（詳細は、「睡眠衛生」を参照）。不眠症に対する睡眠薬による薬物療法は補助であり、十分かつ最小限に併用される必要がある。
睡眠衛生指導として有名なものに、2003年の厚生労働省研究班による「快適な睡眠のための7箇条」があり以下のような内容が含まれる。
- 最適な睡眠時間は個人差があり、年齢を重ねると減っていくのが普通。
- 就寝の4時間前以降のカフェインや寝酒に注意。4時間以降の夜食は軽めに。
- 不快な音や光を防ぐ、寝具を工夫といった睡眠環境づくり。
- 睡眠前にリラックスできる生活習慣。ぬるめの入浴を推奨。
- 無理に寝床につくとかえって目が覚めてしまったり熟睡感が減るので、眠くなってから寝床につく。
- 同じ時刻に毎日起床し、起床後は雨天でも窓際で日光を浴びて、眠い場合は20～30分の短い昼寝でやりすごす。
- 睡眠で困ったら専門家に相談する。

これは2014年には、「健康づくりのための睡眠指針2014」が公開され、科学的根拠が明らかな文書となっている。

また、薬物療法と併用される非薬物療法の一つである、認知行動療法も有効である。
概日リズム睡眠障害に対しては、早寝改善として生活に太陽光を採り入れたり、また逆に睡眠相が前進したり極端に遅れている場合には、サングラスをかけて光を避けて遅寝を促進させるといった指導が主となる。その補助として体の概日リズムにはたらきかけるために、高照度光療法や、睡眠相を調整する作用を持つホルモンのメラトニンや医薬品のラメルテオン（ロゼレム）が用いられる。
不眠の原因が、睡眠時無呼吸症候群といった睡眠呼吸障害である場合には、逆に睡眠薬が症状を悪化させる点に注意が必要である。
睡眠関連運動障害には、むずむず脚症候群や周期性四肢運動障害が含まれるが、診断には他の現行の病気や薬物の影響が除外されている必要があり、原因となる薬剤には、SSRIや三環系といった抗うつ薬、リチウム、ドーパミン受容体の拮抗薬である抗精神病薬などがある。またドーパミン受容体の拮抗薬である抗精神病薬は、遅発性ジスキネジアやアカシジア（静座不能）といった物質誘発性の睡眠関連運動障害の原因ともなりうる。不眠症の原因がむずむず脚症候群が原因である場合もある。
それぞれの専門的な治療が必要である。